# The Corbet Field
The Corbet Field – wielofunkcyjny stadion w St Sampson’s na wyspie Guernsey. Jest obecnie używany głównie dla meczów piłki nożnej i jest domową areną klubu Vale Recreation FC i służy jako domowa arena reprezentacji Guernsey w piłce nożnej.